# Hemibandusia baetkei
Hemibandusia baetkei är en insektsart som beskrevs av Schmidt 1920. Hemibandusia baetkei ingår i släktet Hemibandusia och familjen spottstritar. Inga underarter finns listade i Catalogue of Life.